# Freak folk
Il freak folk (o avant folk) è un genere di musica che usa principalmente strumenti acustici introducendo però elementi di musica di avanguardia, pop barocco e folk psichedelico, spesso suonati combinando suoni, stili vocali e temi poco usati.